# Luisa Braniborsko-Schwedtská
Luisa Braniborsko-Schwedtská (24. září 1750 – 21. prosince 1811) se narodila jako braniborská markraběnka, sňatkem se stala anhaltsko-desavskou princeznou, později vévodkyní.

## Život
Luisa se narodila jako dcera markraběte Bedřicha Jindřicha Braniborsko-Schwedtského a Leopoldiny Marie Anhaltsko-Desavské. 25. července 1767 se v Charlottenburgu provdala za svého bratrance Leopolda III. Anhaltsko-Desavského. Sňatkem se stala princeznou, později vévodkyní anhaltsko-desavskou.
Luisa byla považována za vzdělanou a sečtělou a byla umělecky nadaná, také se přátelila se slavnými umělci, například s Angelicou Kauffmanovou, která namalovala několik Luisiných obrazů. V roce 1775 odjela do Anglie, později do Švýcarska a Itálie.

## Potomci
- dcera (1768)
- Fridrich Anhaltsko-Desavský (27. prosince 1769 – 27. května 1814) ⚭ 1792 Amálie Hesensko-Homburská (29. června 1774 – 3. února 1846)